# Tatort: … es wird Trauer sein und Schmerz
... es wird Trauer sein und Schmerz ist ein vom NDR produzierter Fernsehfilm aus der Krimireihe Tatort, der am 15. November 2009 auf Das Erste erstgesendet wurde. Es handelt sich um die 747. Folge der Fernsehreihe. Für die in Hannover und Umgebung ermittelnde Hauptkommissarin Charlotte Lindholm vom LKA Hannover ist es ihr 15. Fall.

## Handlung
In Braunschweig wird Michael Petersen, der Inhaber einer Bäckerei, in seiner Wohnung vor den Augen seiner Frau Beate von einem Heckenschützen erschossen. Er ist bereits das dritte Opfer eines Serientäters. Zwischen den Mordopfern scheint es allerdings keine Verbindung zu geben.
Kriminalhauptkommissarin Lindholm ermittelt gemeinsam mit Hauptkommissar Kohl, Leiter der Sonderkommission Braunschweig, und Kommissar Kai Bergmann. Lindholm und Bergmann fahren zur Bäckerei des Verstorbenen und erhalten dort von dem Angestellten Frank Wenzel einen Brief der anonym für Beate Petersen abgegeben wurde. In dem Briefumschlag befindet sich eine Karte auf der „Es wird Stille sein und Leere“ geschrieben steht. Bei einem Angehörigen eines der anderen Opfer findet die Kommissarin eine weitere Karte auf der „Es wird Stille sein und Leere. Es wird Trauer sein und Schmerz“ geschrieben steht. Auch von der Ehefrau des dritten Opfers Jens Hartmann, der auf dem Weg zu seinem Arbeitsplatz erschossen wurde, erfährt Lindholm, dass sie eine solche Karte erhalten habe. Bei ihr findet sie außerdem eine Rechnung des Arztes Karl Matthiesen, der schon bei der Zeugenbefragung von Beate Petersen anwesend war. Als Lindholm mit Kommissar Bergmann den Ort in Peine besucht, an dem Jens Hartmann ermordet aufgefunden wurde, werden die beiden von einem jungen Mann, der Fotos vom Tatort machen wollte, überrascht. Der Fotograf und seine Freundin haben es sich zum Hobby gemacht, Fotos und Videos rund um den Sniper zu sammeln und auf einer Internetseite zu veröffentlichen.
Ein weiterer Mann wird in seiner Garage tot aufgefunden. Auch er ist offenbar dem Serientäter zum Opfer gefallen. Vor seinem Haus trifft Lindholm auf viele Schaulustige mit Kameras. Sie entdeckt auch einen Mann der etwas zeichnet und lässt sich von ihm sein Bild zeigen. Zu sehen sind drei Figuren die alle etwas anstarren. Der Kommissarin wird von einem Kollegen eine Karte gereicht, auf der „Es wird Stille sein“ zu lesen ist. Die Ermittler stellen fest, dass die Nachrichten und Abstände zwischen den Morden immer kürzer werden.
Nachdem Kohl den beiden Kommissaren berichtet, dass das vierte Opfer Ulf Manke sich vor seinem Tod am Neujahrstag über einen Beamten der Autobahnpolizei wegen unangemessenen Vorgehens beschwert hatte, fährt Kommissar Bergmann zu dem betreffenden Revier, um sich zu erkundigen, was es mit dem Vorfall auf sich hat. Der Revierleiter reagiert aufbrausend und verteidigt den jungen Beamten, der am besagten Tag zur Sicherung einer Unfallstelle eingesetzt worden war. Währenddessen fährt Lindholm zu Frank Wenzel, um diesen erneut zu verhören. Sie erfährt, dass Wenzel vor der Ehe der Petersens mit Beate Petersen verheiratet war und ihm auch die Bäckerei gehörte, bis er insolvent wurde. Lindholm nimmt Wenzel schließlich fest, als er den Spruch „Es wird Stille sein und Leere. Es wird Trauer sein und Schmerz“ zitiert, obwohl auf der Karte an Beate Petersen lediglich der erste Teil zu lesen war. Wenzel beteuert allerdings seine Unschuld. Lindholm fällt schließlich auf, dass alle Opfer mit ihren Familien am Neujahrstag auf der Autobahn unterwegs waren. Von den Angehörigen erfährt sie, dass alle Zeuge desselben Unfalls wurden und der junge Beamte der Autobahnpolizei ihnen gegenüber handgreiflich wurde. Der Beamte wird daraufhin festgenommen und verhört. Er beschreibt die Geschehnisse bei dem Unfall am Neujahrstag. Eine Frau war nach dem Zusammenprall mit einem Lkw in ihrem Auto eingeklemmt. Sie starb, weil die umstehenden Passanten nicht schnell genug Platz für die Rettungskräfte gemacht hatten und stattdessen bloß zusahen und filmten. Daher sei er handgreiflich geworden, habe aber nichts mit den darauf folgenden Morden zu tun.
Auf einer Internetseite entdeckt Lindholm eine Videoaufnahme des besagten Unfalls auf der Autobahn. In dem Video ist auch ein Mann zu erkennen, der der Kommissarin bekannt vorkommt. Als sie den Angehörigen der Mordopfer, die bei dem Unfall vor Ort waren, ein Bild des Mannes zeigt, erinnern diese sich, den Mann gesehen zu haben und sagen aus, dass es sich bei ihm um den Ehemann der beim Unfall verstorbenen Frau handelt.
Lindholm fährt zu dem Haus des Mannes, der allerdings nicht da zu sein scheint. Mit dem Schlüssel der Nachbarin verschafft sie sich Zutritt und findet im Haus Zeichnungen der Orte, an denen die Opfer des Snipers getötet worden sind und eine Karte mit der Aufschrift „Es wird Stille sein“. Lindholm wird klar, dass es sich um den Mann handelt, der ihr vor Mankes Haus seine Zeichnung gezeigt hatte. Als der Mann nach Hause kommt, schafft er es, vor Lindholm in ein Bekleidungsgeschäft zu fliehen, wo er die Freundin des jungen Fotografen erschießen will. Sie hatte den Unfall auf der Autobahn gefilmt und das Video ins Internet gestellt. Als die Kommissarin das Geschäft erreicht, schießt sie auf ihn, sodass er zu Boden geht, aber nicht stirbt.

## Hintergrund
Gedreht wurde die Folge vom 3. März bis zum 2. April 2009 in Braunschweig und Umgebung.
Die Drehbuchautorin Astrid Paprotta hatte beim Schreiben die Geschichte hinter der Krimi-Geschichte gereizt. Sie wollte die Bedeutung des Schauens und Beobachtens in der heutigen Mediengesellschaft veranschaulichen.

## Rezeption

### Einschaltquoten
Die Erstausstrahlung von … es wird Trauer sein und Schmerz am 15. November 2009 wurde in Deutschland von insgesamt 9,13 Millionen Zuschauern gesehen und erreichte einen Marktanteil von 24,4 % für Das Erste; in der Gruppe der 14- bis 49-jährigen Zuschauer konnten 2,79 Millionen Zuschauer und ein Marktanteil von 17,3 % erreicht werden.

### Kritiken
„Ein Heckenschütze läuft zur Hochform auf, während Kommissarin Lindholm gegen ihre Zuneigung zum Kollegen Bergmann kämpft. Eine meisterhafte Folge, die uns lange in Erinnerung bleiben wird.“

„Der «Tatort» […] hat […] eine Menge Action und Spannung zu bieten. Dabei ist der Spielfilm auch noch von hoher Aktualität, was den Inhalt betrifft und hat am Ende weit mehr Tiefgang als vorher angenommen. Denn durch die aufgewühlte Thematik im Film hält man auch noch etwas Kritik an der heutigen Mediengesellschaft im Zeitalter des Internets bereit.“